# サイゴン陥落
サイゴン陥落（サイゴンかんらく、英語: Fall of Saigon）または1975年4月30日事件（ベトナム語：Sự kiện 30 tháng 4 năm 1975 / 事件30𣎃4𢆥1975）は、ベトナム戦争の最末期、1975年4月30日に北ベトナムによって南ベトナムの首都サイゴン（現在のホーチミン市）が接収された出来事である。
「陥落」という表現はアメリカ側や反共志向の強い越僑により使われるもので、ベトナム共産党はこれを「サイゴン解放（ベトナム語：Sai Gòn Giải Phóng / 柴棍解放）」と呼び、共産主義陣営による南北ベトナム統一が決定的となった出来事としている。また、世界初の分断国家の赤化統一でもある。

## 概要
1975年になると、北ベトナムはホー・チ・ミン作戦を発動し、南ベトナムから国民が国外脱出を始めていた。アメリカ合衆国も南ベトナムを見捨てて支援を断った為、北ベトナムの勝利は決定的となった。
北ベトナムの軍隊がサイゴンに到着し、11時30分に南ベトナム大統領官邸（現在の統一会堂）に到着すると、北は南の大統領チャン・バン・フォンに対して辞任を要求した。フォンは北側の要求に応じて大統領を辞任し、ズオン・バン・ミンに引き継いだ。これによってミンはベトナム共和国の最後の大統領となった。
アメリカ軍はアメリカ大使館関係者や在越アメリカ人を脱出させるミッション・フリークエント・ウィンド作戦を発動するに当たり、米軍放送から予め告知されていた天気予報のメッセージと共にビング・クロスビーの『ホワイト・クリスマス』を陥落前日の29日から頻繁に放送し、在越アメリカ人にサイゴン脱出を呼びかけた。
日本ではNHKが午前11時32分に「南ベトナム政府全面降伏を声明」と速報表示。午後7時30分から「サイゴン政権全面降伏」のタイトルで30分間の特別番組、ニュースセンター9時で「サイゴン降伏の日」と題したドキュメントを放送した。

## 取り残されたケース
陥落時点で150人の韓国人が取り残されていた。脱出やボート・ピープルに混じって脱出するケースもあったが一部は取り残された。その多くは1年以内に送還された。しかし韓国人外交官3人は拘禁、さらに韓国に収監されたスパイとの交換を北朝鮮がベトナムに求めた事から拘禁は長期化した。スウェーデンの仲介とWHOを通じた支援の努力により1980年、勾留から5年後に釈放され金浦空港で迎えられた。